# ایبراکایوو
ایبراکایوو (انگلیسی: Ibrakayevo) یک شهرک در شهرستان استرلیباشفسکی استان باشقیرستان کشور روسیه است.